# Alexander von Bunge
Alexander von Bunge, in russo Александр Андреевич Бунге? Aleksandr Andreevič Bunge (Kiev, 24 settembre o 6 ottobre 1803 – Kiltsi, 6 o 18 luglio 1890), è stato un botanico tedesco-russo, membro dell'Accademia imperiale delle scienze di San Pietroburgo e professore dell'Università di Dorpat.
È ricordato soprattutto per le spedizioni scientifiche in Asia e in particolare in Siberia.

## Biografia
Bunge nacque in una famiglia che apparteneva alla minoranza tedesca nella Russia zarista. Suo padre Andreas Theodor era figlio di Georg Friedrich Bunge, un farmacista emigrato dalla Prussia orientale in Russia nel XVIII secolo.
Bunge studiò medicina e scienze naturali all'Università di Dorpat. Nel 1825, dopo aver ottenuto il dottorato con la tesi De Relatione Methodi plantarum naturalis in vires vegetabilium medicales con il suo maestro Karl Friedrich von Ledebour si è recato nelle steppe kirghize e della Zungaria, e sui monti Altaj per studiare le piante di montagna, raggiungendo nel 1829 le fonti del Katun'. Nel 1830 ha raggiunto Pechino, in Cina, attraversando la Siberia e la Mongolia, studiando la flora delle steppe e del Gobi. Da questo viaggio tornò in Russia nel 1831.
Nel 1834 ha insegnato botanica a Kazan'. Nel 1835, ha viaggiato attraverso le steppe del Volga e il governatorato di Astrachan'. Nel 1836 si è recato a Dorpat, dove è diventato professore di botanica e direttore del giardino botanico.
Nel dicembre del 1857 si è unito alla spedizione scientifica diretta in Persia, che lo ha portato fino in Afghanistan. Da Gorgan è stato a Shahrud, Nishapur, Mashhad e infine ha raggiunto Herat nel 1858, per poi dirigersi verso Tabas e il bordo orientale del Grande deserto salato (Dasht-e Kavir). Nel febbraio 1859 ha preso la via del ritorno attraverso il deserto, ha toccato Zabol, Kerman, Isfahan, Teheran, Tabriz, fino a Tbilisi (Georgia), nell'agosto del 1859, ed è ritornato a Dorpat, dove si è dedicato all'elaborazione del materiale raccolto in Persia e alla stesura delle informazioni raccolte in questo viaggio.
È rimasto a Dorpat fino al 1881, trascorrendo i suoi ultimi anni svolgendo indagini sulla flora estone. È morto a Kiltsi, un villaggio del comune rurale di Väike-Maarja, nel Governatorato dell'Estonia ed è stato sepolto a Dorpat.
Uno dei suoi figli, Aleksandr Aleksandrovič Bunge (1851-1930), fu uno zoologo e un esploratore dell'Artide; un altro figlio Gustav von Bunge (1844–1920) era un fisiologo.

## Luoghi e specie che portano il suo nome

### Geografia
- Terra di Bunge, parte dell'isola Kotel'nyj (Isole Anžu)[6].
- Un cratere su Marte

### Piante
- il genere Bungea C.A.Mey : specie 2 - 5 (emiparassita), uno dei generi delle Orobanchaceae[7] e le seguenti specie:
- Pulsatilla bungeana
- Euonymus bungeanus
- Allium bungei
- Pinus bungeana [8]
- Fraxinus bungeana
- Clerodendrum bungei
- Catalpa bungei [9]
- Girgensohnia bungeana f
- Iris bungei

## Opere scelte
- Flora Altaica; scripsit Carolus Fridericus a Ledebour, adiutoribus Car. Ant. Meyer et Al. a Bunge. (1829-1833)
- Enumeratio plantarum quas in China boreali collegit (San Pietroburgo 1831).
- Plantarum mongolica-chinensium decas I. (Kasan 1835)
- Alexandri Lehmann reliquiae botanicae; sive, Enumeratio plantarum in itinere per deserta Asiae Mediae ab A. Lehmann annis 1839-1842 collectarum. Scripsit Al. Bunge. (1847)
- Beitrag zur kenntniss der flor Russlands und der steppen Central-Asiens, (1851) - Contributo alla conoscenza della flora nativa della Russia e delle steppe dell'Asia centrale.
- Plantas Abichianas in itineribus per Caucasum regionesque Transcaucasicas collectas, enumeravit A. Bunge. (1858)
- Generis Astragali species gerontogeae. (San Pietroburgo 1868-1869).[10]
- Labiatae persicae, (San Pietroburgo 1873).[11]